# Kloster San Prudencio
Das Kloster San Prudencio (spanisch Monasterio de San Prudencio de Monte Laturce) ist eine ehemalige Zisterzienserabtei im Fuentezuela-Tal bei Clavijo in der nordspanischen Region La Rioja. Es liegt 
am Hang des Monte Laturce auf ca. 800 m Höhe.

## Geschichte
Der heilige Prudentius (San Prudencio) war Bischof von Tarazona und ist heute Schutzpatron der baskischen Provinz Álava. Neben seinem Grab wurde im Jahr 925 das Augustinerkloster gegründet, das 25 Jahre später vom Kloster San Martín de Albelda abhängig wurde. Im Kloster bewahrte man neben den Reliquien des hl. Prudentius die des hl. Funes, des früheren Bischofs von Calahorra, auf, außerdem diente es als Grablege für einige Mitglieder der Familie Cameros, der Grundherren (señores) dieser Gegend. Das Kloster schloss sich im Jahr 1162 als Tochterkloster des vom Kloster L’Escaladieu gegründeten Klosters Sacramenia dem Zisterzienserorden an und gehörte damit der Filiation der Primarabtei Morimond an. Unter der Regierung von Juan Álvarez Mendizábal wurde das Kloster im Jahr 1835 aufgehoben.

## Bauten und Anlage

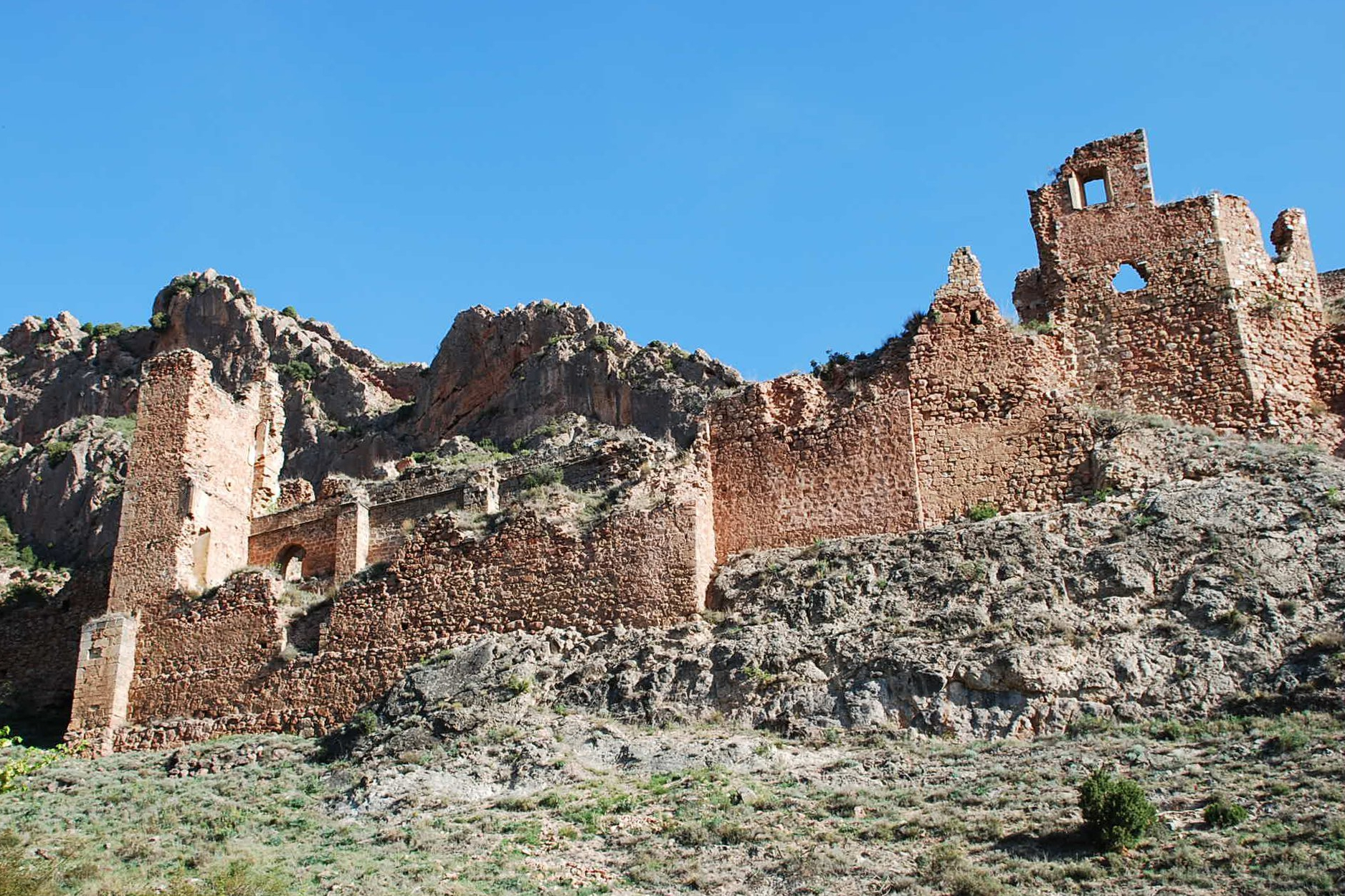
Ruinen des Klosters

Nach der Auflösung verfiel das Kloster, erhalten sind nur Ruinen.